# Psi Crateris
Psi Crateris ( Crateris) é uma estrela dupla na direção da constelação de Crater. Possui uma ascensão reta de 11h 12m 30.38s e uma declinação de −18° 29′ 59.3″. Sua magnitude aparente é igual a 6.11. Considerando sua distância de 479 anos-luz em relação à Terra, sua magnitude absoluta é igual a 0.28. Pertence à classe espectral A0V.